# Andreas Schifferer
Andreas Schifferer (Radstadt, 3 de agosto de 1974) es un deportista austríaco que compitió en esquí alpino.
Participó en dos Juegos Olímpicos de Invierno, obteniendo una medalla de bronce en Salt Lake City 2002, en la prueba de supergigante, y el séptimo lugar en Nagano 1998, en descenso.
Ganó una medalla de bonce en el Campeonato Mundial de Esquí Alpino de 1997, en la prueba de eslalon gigante. En la Copa del Mundo consiguió ocho victorias y veintiocho podios en total.
En 1998 recibió la Condecoración de Oro de la Orden al Mérito de la República de Austria.

## Palmarés internacional
| Juegos Olímpicos   | Juegos Olímpicos                | Juegos Olímpicos  | Juegos Olímpicos |
| Año                | Lugar                           | Medalla           | Prueba           |
| ------------------ | ------------------------------- | ----------------- | ---------------- |
| 2002               | Salt Lake City (Estados Unidos) | Medalla de bronce | Supergigante     |
| Campeonato Mundial |                                 |                   |                  |
| Año                | Lugar                           | Medalla           | Prueba           |
| 1997               | Sestriere (Italia)              | Medalla de bronce | Eslalon gigante  |